# Mein letzter Film
Mein letzter Film ist ein deutsches Filmdrama aus dem Jahr 2002 von Regisseur Oliver Hirschbiegel mit nur zwei Hauptdarstellern. Die beiden Rollen werden von Hannelore Elsner und Wanja Mues gespielt. In diesem etwa 90-minütigen Monolog beschreibt die Hauptperson die Höhe- und Tiefpunkte ihrer Karriere und ihres Lebens, bevor sie sich in ein neues Leben aufmacht.

## Handlung
Maria, eine alternde Schauspielerin, hat in ihrer Karriere alles erreicht, wovon eine Künstlerin wie sie träumt. Privat blieb aber so manche Sehnsucht unerfüllt, weshalb sie sich für den Bruch mit ihrem alten Leben entschließt. Sie verpflichtet auf offener Straße einen jungen Kameramann und legt ihm gegenüber eine Lebensbeichte ab, die sie teils in direkter Ansprache an Richard, ihren Entdecker und Lebensgefährten, richtet. Maria befindet sich im Dialog mit der Kamera, sie spricht über sich, über ihre Beziehung zu ihrem Mann, über ihren Beruf, über das Älterwerden, über das Ende, den Anfang. Sie erinnert sich an das, was ihr Glück gewesen ist, und an den Schmerz, der war, und der ihr blieb. „Ich bin, was ich spiele, und ich bin es nicht.“
Der Grund für ihre Lebensbeichte ist der Aufbruch aus ihrem alten Leben. Maria ist dabei die gemeinsam Wohnung, in der sie mit dem Regisseur Richard gelebt hat, zu verlassen. Sie packt ihren Koffer und dabei wird jeder Gegenstand in ihren Händen zum Ausgangspunkt von Erinnerungen. Jedes Stück aus ihrem Leben wird so ein Requisit in ihrem letzten Film.

## Hintergrund
Ursprünglich war „Mein letzter Film“ als reine Fernsehproduktion vorgesehen, doch aufgrund des Erfolgs auf dem Filmfest München, wurde der Film ins Kino gebracht.

## Kritiken
Kino.de wertete: „Diese Art von purem - vielleicht auch puristischem - Kino ist ein seltenes Geschenk in Deutschland.“ „Die Kamera richtet sich nur auf eine Person. Die Schauspielerin Marie will ein neues Leben anfangen, nicht mehr nur Rollen spielen, sondern sie selbst sein.“ Und so „will sie nicht mehr verletzt oder verlassen werden, sondern ihren eigenen Weg gehen. Am Ende der flammenden Ausführungen streift sie die Vergangenheit ab wie eine alte Haut. ‚Mein letzter Film‘ ist zuallererst eine exzeptionelle Performance von Hannelore Elsner, die souverän Grenzen des emotional erträglichen austariert, zu Tränen mit der Schilderung des Todes ihrer drei Tage alten Tochter rührt, einem Wunschkind ohne Namen. Sie spielt mit fast archaischer Wucht, wenn tiefer Schmerz über geplatzte Träume und erfrorene Gefühle aus ihr herausbricht. Dabei reißt sie mutig alte Wunden wieder auf, gibt den Blick frei auf die Zerstörung der Seele und demonstriert gleichzeitig eine unbändige Kraft, nicht aufzugeben. […] Nach all dem Hera-Lind-Gegackere und Ratschlägen von selbsternannten Beziehungsstrategen endlich mal klare Frauen-Worte. Für Macho-Männer ist dieses unerbittliche Kammerspiel eine Ohrfeige und selbst die schrecklich verständnisvollen Frauenfreunde werden das Gefühl haben, nicht sehr gut weggekommen zu sein. Weibliche Zuschauer sollten sich diesen Kino-Hochkaräter nicht entgehen lassen und ihre Ehemänner, Liebhaber oder Freunde mitnehmen. Ob sie wollen oder nicht.“
„‚Mein letzter Film‘ ist ein spannendes, anregendes und unterhaltsames Einpersonen-Kammerspiel. Hannelore Elsner hält die Zuschauer mit ihrer Mimik und Gestik in Bann und spricht den ausgefeilten Text Bodo Kirchhoffs so, als entstehe er gerade erst spontan in ihrem Kopf“ schrieb Dieter Wunderlich.

## Auszeichnungen
Hannelore Elsner wurde für diese Darstellung als „Beste Hauptdarstellerin beim 53. Deutschen Filmpreis 2003“ ausgezeichnet.